# Zarlink Semiconductor
Zarlink Semiconductor (до 2001 года Mitel) — канадская бесфабричная компания-производитель микроэлектронных комплектующих. Крупнейший мировой поставщик микросхем для телекоммуникаций, оптоэлектроники, GPS-приёмников. Центральный офис компании находится в Оттаве.
На 2001 год 93 процента продаж компании приходилось на оптоэлектронику, в том числе VCSEL, LED, PIN-фотодетекторы.
В 2007 году Zarlink приобрел компанию Legerity (производителя коммуникационных чипов) за 134 млн долларов США
В 2011 была приобретена компанией Microsemi.